# 哥斯達黎加魮脂鯉
哥斯達黎加魮脂鯉，為輻鰭魚綱脂鯉目脂鯉亞目脂鯉科的其中一個種，為熱帶淡水魚，分布於中美洲宏都拉斯至哥斯大黎加淡水流域，體長可達3.9公分，棲息在海拔0-50公尺間的溪流，以昆蟲為食，生活習性不明。

## 扩展阅读
- 維基物種上的相關：哥斯達黎加魮脂鯉